# 大明帝国 朱元璋
『大明帝国 朱元璋』（だいみんていこく しゅげんしょう、原題：朱元璋、英題：Founding Emperor Of Ming Dynasty ）は2006年に制作された中華人民共和国のテレビドラマ。日本では2011年にチャンネル銀河で放送され、DVDも発売されている。

## 概要
14世紀の中国を舞台に、貧民から身を興し明王朝の太祖となった朱元璋（洪武帝）の生涯を描いた、全46話構成（各話約47分）の歴史劇である。主人公の朱元璋の視点を中心に、軍師の劉伯温（劉基）の視点を交えつつ物語が進行する。
脚本は大ヒットドラマ『康熙王朝』を手がけた作家の朱蘇進（チュウ・スージン）。10年ぶりにテレビドラマ界に復帰した映画監督の馮小寧（フォン・シャオニン）がメガホンをとった。
主演の胡軍（フー･ジュン）は、『天龍八部』『大漢風 〜項羽と劉邦〜』に続き三たび時代劇の英雄を演じた。本作のオファーに対し、初の皇帝役の重圧と、従来の朱元璋と自身のイメージの差異に役を受けるか悩んだという。朱蘇進の「大事なのは人物の内面を表現すること」とのアドバイスに出演を決意、“布衣皇帝”（庶民出身の皇帝）の青年期から晩年までを演じた。朱元璋の糟糠の妻・馬皇后に劇雪（チュイ・シュエ）が扮している。
撮影は2004年秋～2005年年頭に行われたが、中国本土では広電総局の放映認可がなかなか下りず、2008年夏・上海東方電影頻道（映画チャンネル）に登場するまで待つことになった。その間に香港や台湾のテレビ局が先行放映した。
なお、中国では本作と前後して同じ題材のテレビドラマ『伝奇皇帝朱元璋』（陳宝国主演、日本未放映）が製作されており、この重複競合が本作の放映を遅らせた一因とも言われている。

## キャスト
主要人物
- 朱元璋（朱重八）： 胡軍
- 馬姑娘意味（馬一良の娘、後の馬皇后）： 劇雪
- 劉伯温： 鄭暁寧
- 李善長： 陳長海
- 徐達： 鄂布斯
- 胡惟庸： 尹国華
- 湯和： 楊洪武

その他
- 朱標： 侯祥玲
- 楊憲： 周征波
- 宋濂： 銭逸飛
- 呂昶： 許守信
- 藍玉： 曾昂
- 常遇春： 李海峰
- 二虎： 姚長江
- 玉児： 甘婷婷
- 劉璉： 陳明
- 郭子興： 王玉璋
- 郭天敘： 呂一丁
- 孫德崖： 包德磐
- 陳友諒： 李明
- 陳理： 姚宇星
- 張士誠： 郜懐亮
- 小明王： 林潔妮
- 脱脱（トクト）： 塗們
- 大虎： 劉冬
- 李進： 周洋
- 呉風： 鄭杰
- 馬三刀： 任蘇雲
- 魯明義： 冉唯群
- 彭大師： 高森
- 倩児： 楊斯
- 青児（小青）： 徐艾琳
- 朱允炆： 周俊豪
- 少年時代の朱重八： 周倜
- 少年時代の朱棣： 銭琳

ほか。

## スタッフ
- 脚本： 朱蘇進
- 監督： 馮小寧
- 撮影： 馮小寧、鄭杰、馮馮
- 編集： 馮小寧、申雷
- 美術： 夏南
- 衣裳： 戚偉俊、年昕
- 作曲： 李戈
- 作詞： 馮小寧
- 主題歌： オープニング曲『英雄莫問出身』（歌手： 支予）、エンディング曲『童年我們是朋友』（歌手： 劉燕燕）
- 制作： 楊玉冰、方全林
- 制作会社： 上海三九文化発展有限公司、中国国際電視総公司

## 各話紹介
※サブタイトルは日本版にのみ付けられている。文中の地名表記は日本語版DVD字幕に基づく。

### 第1話〜第10話
- 第1話 「皇帝を夢見る少年」

貧しさから孤児となり寺で成長した托鉢僧の朱重八。元軍の間者と間違われたところを馬姑娘に救われ、義軍（紅巾軍）の元帥・郭子興軍の馬子となり、同郷の徐達や湯和と再会する。
- 第2話 「朱元璋」

朱重八は初陣で卑劣な上官を手にかけてしまうが、郭子興からその義に篤い人柄を見込まれ養子分となり朱元璋と改名、馬姑娘を娶る。郭子興の息・郭天叙は嫉妬する。
- 第3話 「義父の危機」

義軍の中で勃発した濠州での覇権争い。最大のライバル・孫德崖に郭子興が拉致されるが朱元璋の機転で事無きを得、孫德崖は濠州を去る。
- 第4話 「平和の重さ」

新天地を求める郭子興の命を受け朱元璋は出立、李善長を軍師に迎え滁陽に拠点を置く。再び濠州へ攻めてきた孫德崖に兵と食料を送り引き換えに退却させるが、郭子興の怒りを買う。
- 第5話 「忠義の親子」

朱元璋は歩兵の身分に戻される。朱元璋への信を失わない父に業を煮やした郭天叙と覇権を狙う孫德崖の計略さらには元軍の来襲と、濠州は一触即発の危機に陥る。
- 第6話 「真の後継者」

郭子興が孫德崖と共に戦死。朱元璋は郭子興が義軍の総帥・小明王に「不測時は朱元璋を後継に」との信書を遺していたことを知る。一方郭天叙は元軍側の漢人を懐柔し金陵を奪おうと図る。
- 第7話 「決着」

郭天叙は元軍の罠にかかり挟み撃ちに合う。朱元璋は援軍の求めに応じず自ら金陵に入り、郭天叙は朱元璋を呪いながら自刎する。葬儀で泣き叫んで見せる朱元璋の姿に旧臣たちは畏怖を覚える。
- 第8話 「罪と罰」

金陵を平定し小明王から大元帥に任じられた朱元璋は、忠義と人格を重んじる人事と厳格な規律で引き締めを図る。そんな折に劉伯温（劉基）の噂を聞き、朱元璋は彼を自軍に迎えたいと熱望するようになる。
- 第9話 「白紙の手紙と秘伝の酒」

義軍を認めず元の体制を批判しつつも支持する劉伯温は、仕官の打診を婉曲なやり方で辞退した。諦めきれない朱元璋は自筆の手紙を何度も劉伯温に送るが、受け取りを拒まれ続ける。
- 第10話 「苦難の始まり」

朱元璋は市中で狼藉を働いた兵たちに処刑の命を下し見せしめとする。独り慟哭する朱元璋の元を劉伯温が現れ、軍師となることを受諾する。劉伯温を重用し始めた朱元璋に李善長は複雑な思いを抱く。

### 第11話〜第20話
- 第11話 「賢士の居場所」

覇権争いが熾烈化する中、義軍最大の勢力・陳友諒に帰順せよと発言した劉伯温。元への降伏まで進言し朱元璋の逆鱗に触れ、主の元を去る。陳友諒の逆襲に太平を奪われた朱元璋は、意を決して書簡を出す。
- 第12話 「劉伯温の帰還」

張士誠にも従属しようと動く朱元璋の真意を汲み、劉伯温が戻ってくる。一方で陳友諒も漁夫の利を得ようと画策、朱元璋からの書を受け取った脱脱（トクト）は、朱元璋の降伏を触れ回ろうとする。
- 第13話 「迫り来る敵」

陳友諒の挙兵の報せを受けた朱元璋は動揺を装いながら、秘かに臣下の度胸と忠誠心を量ろうとしていた。最初に抗戦を進言した藍玉に朱元璋は洪都を100日間死守せよと命じる。
- 第14話 「遠い100日」

元の勅使・呂昶に偽りの降伏であったことを明かす朱元璋。地元の役人・胡惟庸の才覚を見込んだ李善長は、彼を召し出そうとする。
- 第15話 「救出」

金陵が元・漢（陳友諒）・呉（張士誠）の3軍に包囲される中朱元璋は敢えて3面攻撃を仕掛け、自らは脱脱に包囲された小明王の救出に向かう。主不在の金陵に洪都陥落の情報が届くが劉伯温は誤報だと指摘する。
- 第16話 「旗ざおと落ちゆく城」

小明王救出の功により呉王及び左丞相に任じられた朱元璋は、自ら船団を率いて洪都へ入り、漢軍を撤退させる。陳友諒は徹底抗戦を誓い、鄱陽湖での戦いが始まろうとしていた。
- 第17話 「燃える湖」

大勢力の漢軍に苦戦が続き、朱元璋は責任者たちの処刑を命じる。徐達は彼らを不名誉な死から救う引き換えに敵艦に体当たりをさせる任務を提案、その犠牲を以って作戦は成功する。
- 第18話 「裏の裏」

漢軍は劣勢となり包囲された。朱元璋は陳友諒に貢物と共に降伏を仄めかす書簡を送るが、投降を申し出た陳友諒が隙を見ての反撃を狙っていることを知る。
- 第19話 「天が選びし者」

陳友諒・張士誠を滅ぼし、元の滅亡も時間の問題となる。朱元璋の即位を望む声が高まり、新国家・大明の建国準備が進む中、小明王の立場は微妙なものとなっていく。
- 第20話 「国の礎」

朱元璋の妻は皇后となる自らの権限を主張しながらも、夫への気配りを見せる。小明王を金陵に迎える段となり、胡惟庸は随行役の大虎にあることを示唆する。

### 第21話〜第30話
- 第21話 「大明国の夜明け」

金陵へ向かう船が沈没し小明王は命を落とす。洪武元年、朱元璋は紫金山で即位し大明皇帝となった。勲臣たちの関心は封爵に向けられる。
- 第22話 「皇帝の尊厳」

朱元璋は封爵を延期した。疎外感を抱く湯和は李善長と接近。武将の統制に頭を悩ませる朱元璋に、劉伯温は封爵後の兵権放棄を提案する。
- 第23話 「一番鶏の声」

揚州へ巡幸した朱元璋は戦禍と重税で荒れ果てた様子に衝撃を受け、劉伯温門下の楊憲に復興を命じる。北伐により元朝は完全に滅び、朱元璋はようやく封爵に執りかかる。
- 第24話 「封爵の儀」

封爵の待遇に不満を抱いた湯和の部下が狼藉を働いた。朱元璋は湯和を降格させ元の残党討伐を命じる。
- 第25話 「左右の丞相」

病を得た劉伯温の引退願いを退けた朱元璋は、彼を都察院の都御史とし皇帝への従属を強いる。更に徐達を中書省左丞相に据え、右丞相・李善長ら文官の牽制を図る。
- 第26話 「残酷なる獣の本性」

揚州復興を急ぐ楊憲は過酷な締め付け策を用いるが、その手腕により中書省の要職に就く。宮中では皇帝と同郷の淮西派と劉伯温の浙東派の対立が囁かれ始める。
- 第27話 「災いの種」

朱元璋は皇子たちを諸侯王に任じる。皇族の分封は禍因となると諫言した臣下を極刑にするが、皇子たちには諫言の正しさを説き自制を誓わせる。
- 第28話 「踏みつけられた公文」

朱元璋は軍力を皇子たちに分配、粛清を恐れる余り義兄弟たちも皇帝には本音が言えない。中書省の改革に乗り出した楊憲は李善長の腹心・胡惟庸と激しく対立する。
- 第29話 「免罪鉄符」

明朝初の科挙を行う建物の手抜き工事が発覚、汚職官吏・馬三刀はかつての功臣だった。朱元璋は建国の気概を忘れ奢侈にふける一同を叱責し、免罪用の鉄符を返還させる。
- 第30話 「疑惑の科挙試験」

楊憲を告発しようとする胡惟庸。時期尚早とみた李善長は上奏を止める。科挙の合格者全員が南部出身であったことで騒動が起こる。

### 第31話〜第40話
- 第31話 「再試験」

科挙に不正はなかったが、南北の対立を危惧する朱元璋は皇后の助言で北部出身の学士を対象に再び試験を行う。北部の学力低下は長年の戦乱が原因だった。
- 第32話 「語られる過去」

進士に官吏能力を試す実務試験が課せられた。朱元璋は短期間で揚州に豊穣をもたらした楊憲を褒め称えるが、胡惟庸は揚州出身の李進から実態を聞き出す。
- 第33話 「落ち葉が土に還る時」

中書省副丞相となった楊憲の強硬な手腕に周囲は不満を募らせる。劉伯温は丞相への昇進の打診を辞退し帰郷を願い出る。
- 第34話 「暴かれた真実」

戸部の呂昶の弾劾がきっかけで、朱元璋は信任していた楊憲の裏切りを知る。激しい怒りの中湧き上がったのは、文官たちへの不信感だった。
- 第35話 「陛下の温情」

朱元璋は二虎に錦衣衛を編成させ、高官や諸侯王への監視体制を強化する。劉伯温への処分が下り、1庶民としてようやく故郷・青田への隠遁が許される。
- 第36話 「千客万来」

青田の劉伯温の元に連日都から贈り物が届く。全てを監視されていたと知った劉伯温は、皇帝の無言の圧力に屈し帰京する。
- 第37話 「天網恢恢」

劉伯温は朝命により茶葉密輸事件の再調査を行う。朱元璋の女婿・欧陽倫が自らの罪を隠ぺいし、事件には多数の淮西出身者が加担していた事実が明らかになる。
- 第38話 「月光の宴」

皇帝の50歳の誕生日を祝う万寿祭の夜。朱元璋は淮西出身者に苦丁茶を振る舞い、再三の戒めに背いた一同を厳しく非難、欧陽倫に自害を命じる。
- 第39話 「皇后の覚悟」

朱元璋は淮西出身者に自発的な引退を促すが、皇后から臣下の過失の責を問い質される。李善長は胡惟庸を後継とする為に動く。
- 第40話 「隠居」

李善長は胡惟庸に後を託し都を去るが、元の残党侵攻で武将の引退は保留となる。彼らは淮西の敵・劉伯温の処刑を願い出る。

### 第41話〜第46話
- 第41話 「皇帝の孫の手」

官位俸禄を失った劉伯温の生活は困窮する。北伐に勝利し、朱元璋の目は宮中で権勢を増す胡惟庸に向けられる。
- 第42話 「遺言」

朱元璋は療養先の黄山から、執政代理の胡惟庸の動向をつぶさに観察していた。悪性の病に罹った劉伯温は胡惟庸が渡した下賜の薬を飲み、まもなく息を引き取る。
- 第43話 「胡惟庸の獄」

胡惟庸が劉伯温を毒殺したと確信した朱元璋は、彼の些細な過失を厳しく咎め、それまで口を閉ざしていた者たちから弾劾の上奏を引き出した。胡惟庸には残酷な刑罰が下る。
- 第44話 「皇后の死 重八の死」

胡惟庸と結託した罪で建国の元勲たちが連座。朱元璋は中書省と丞相制を廃止し、独裁色は一層強まる。病の床にあった皇后は夫を案じながらこの世を去る。
- 第45話 「寂寞」

後継者の重圧に苦しみ続けた皇太子朱標が急死、朱元璋の寂寞は深まる。一方大粛清はとどまることなく、再び罪を問われた李善長は斬首となる。
- 第46話 「落日の皇帝」

徐達が死んだ。朱元璋にも老いの影が忍び寄り、皇太孫朱允炆を後継に指名する。朱元璋は今も謎を残す2枚の肖像画を遺し、31年間の治世に幕を閉じた。

## DVD
- 日本版 『大明帝国 朱元璋』DVD-BOX計3組

発売元：CKエンタテインメント、販売元：エスピーオー、2009年4-6月リリース
字幕翻訳：ラクラクコミュニケーションズ、翻訳監修：渋谷裕子（早稲田大学講師）